# Lijst van voetbalinterlands Bolivia - Panama (vrouwen)
Deze lijst van voetbalinterlands is een overzicht van alle officiële voetbalinterlands tussen de nationale vrouwenteams van Bolivia en Panama. De landen hebben tot nu toe twee keer tegen elkaar gespeeld.

## Wedstrijden
| № | Plaats      | Datum       | Competitie        | Wedstrijd        | Uitslag |
| - | ----------- | ----------- | ----------------- | ---------------- | ------- |
| 1 | Panama-Stad | 29 mei 2025 | Vriendschappelijk | Panama − Bolivia | 2 − 0   |
| 2 | Panama-Stad | 2 juni 2025 | Vriendschappelijk | Panama − Bolivia | 5 − 1   |

## Samenvatting
| Competitie        | Totaal gespeeld | Winst Bolivia | Gelijk | Winst Panama | Doelsaldo Bolivia – Panama |
| ----------------- | --------------- | ------------- | ------ | ------------ | -------------------------- |
| Vriendschappelijk | 2               | 0             | 0      | 2            | 1 − 7                      |
| Totaal            | 2               | 0             | 0      | 2            | 1 − 7                      |